# Sozialversicherung (Österreich)
Die Sozialversicherung in Österreich ist ein Pflichtversicherungssystem mit den Zweigen Unfallversicherung (UV), Krankenversicherung (KV), Pensionsversicherung (PV) sowie
Arbeitslosenversicherung (AV). Sie ist, gemessen am Budget und am versicherten Personenkreis, die Haupteinrichtung der sozialen Sicherheit in Österreich.

## Organisation
Die österreichische Sozialversicherung hat das Recht der Selbstverwaltung (Art. 120a ff. B-VG), indem die gesetzlichen (beruflichen) Interessenvertretungen Vertreter in die Organe eines Sozialversicherungsträgers entsenden, welche die Geschäfte der Sozialversicherung weisungsfrei führen.
Die Versicherungsträger und der Dachverband samt ihren Anstalten und Einrichtungen unterliegen der Aufsicht des Bundes. Die Aufsicht wird vom Bundesminister für Arbeit, Soziales, Gesundheit und Konsumentenschutz ausgeübt (§ 448 Abs 1 ASVG).

### Träger
Im Dezember 2018 hat der Nationalrat mit dem Sozialversicherungs-Organisationsgesetz (SV-OG) die Zusammenführung der seinerzeit bestehenden Sozialversicherungsträger auf nur mehr fünf Sozialversicherungsträger unter einem Dachverband anstelle des Hauptverbandes beschlossen. Das Gesetz trat am 1. Jänner 2020 in Kraft.
Die Sozialversicherungsträger sind seit der Strukturreform
- in der Unfallversicherung:
  - Allgemeine Unfallversicherungsanstalt (AUVA) (Generalkompetenz Unfallvers.)
  - Sozialversicherungsanstalt der Selbständigen (SVS)
  - Versicherungsanstalt öffentlich Bediensteter, Eisenbahnen und Bergbau (BVAEB)
- in der Krankenversicherung:
  - Österreichische Gesundheitskasse (ÖGK) (Generalkompetenz Krankenvers.)
  - Sozialversicherungsanstalt der Selbständigen (SVS)
  - Versicherungsanstalt öffentlich Bediensteter, Eisenbahnen und Bergbau (BVAEB)
- in der Pensionsversicherung:
  - Pensionsversicherungsanstalt (PVA) (Generalkompetenz Pensionsvers.)
  - Sozialversicherungsanstalt der Selbständigen (SVS)
  - Versicherungsanstalt öffentlich Bediensteter, Eisenbahnen und Bergbau (BVAEB)

Unter Generalkompetenz versteht man, dass diese Versicherungsträger für alle jene Personengruppen zuständig sind, für die kein Sondergesetz zutrifft.
Manche Träger sind zentral organisiert. Sie haben eine Hauptstelle und Außen- oder Landesgeschäftsstellen in den Bundesländern oder Bezirken. Manche sind dezentral mit Landesstellen mit jeweils eigenen geschäftsführenden Organen in den Bundesländern organisiert.
Für Beamte existiert kein Pensionsversicherungsträger, weil anstelle einer Pension Anspruch auf Ruhegenuss (bzw. Versorgungsgenuss für Hinterbliebene) gegenüber den Dienstbehörden besteht. Die auszahlende Stelle ist das Pensionsservice der Versicherungsanstalt öffentlich Bediensteter (ehemals Bundespensionsamt).
Neben der Kranken- und Unfallversicherung, die die BVAEB u. a. auch für Beamte durchführt, gibt es weiterhin 15 sogenannte Krankenfürsorgeanstalten (KFA) mit rund 200.000 Versicherten in den Ländern und Gemeinden, die von der Strukturreform nicht erfasst wurden. Die KFA sind keine Sozialversicherungsträger und gehören nicht dem Dachverband der Sozialversicherungsträger an.

### Dachorganisation
Der Dachverband der Sozialversicherungsträger wurde 1948 als Hauptverband der österreichischen Sozialversicherungsträger gegründet.
Ihm obliegt unter anderem die Wahrnehmung der allgemeinen und gesamtwirtschaftlichen Interessen der Sozialversicherungsträger (zum Beispiel Begutachtung von Gesetzesentwürfen, Beobachtung der volkswirtschaftlichen Entwicklung) und die Vertretung der Sozialversicherungsträger gegenüber ausländischen Einrichtungen (zum Beispiel Mitwirkung beim Abschluss von Sozialversicherungsabkommen mit anderen Staaten).
Der Hauptverband ist seit 1969 auch zuständig für die Vergabe der Sozialversicherungsnummer, die für alle Versicherungsträger gilt. Durch diese eindeutige Nummer kann ein Wechsel von einer Versicherung zur anderen problemlos erfolgen.

## Prinzipien und Aufgaben
In Österreich herrscht das Prinzip der Pflichtversicherung. Der Leistungsbedarf eines Jahres wird nahezu vollständig aus dem Beitragsaufkommen des gleichen Jahres bestritten, d. h. angesammeltes Kapital dient im Wesentlichen nur als kurzzeitige Schwankungsreserve (Nachhaltigkeitsrücklage, Generationenvertrag, Finanzierungsprinzip). Die Leistungen werden vorwiegend als für alle Versicherten gleiche Sachleistungen (Solidaritätsprinzip) oder als beitragsabhängige Geldleistungen (zum Beispiel Pensionen, Krankengeld) erbracht. Zu den Aufgaben der Sozialversicherung gehören neben den Versicherungsleistungen im engeren Sinn auch Gesundheitsvorsorge, Sicherheitsberatung sowie Rehabilitation.
Es sind nicht alle Pflichtversicherten in allen Zweigen versichert. Sofern man nur in einzelnen Zweigen der Sozialversicherung (z. B.: Unfallversicherung) versichert ist, spricht man von Teilversicherung. Im Gegensatz dazu von Vollversicherung wenn man in allen Bereichen pflichtversichert ist. (Eine Sonderstellung nimmt die Arbeitslosenversicherung ein, die nicht zur Vollversicherung zählt.)

## Rechtsgrundlagen
- Allgemeines Sozialversicherungsgesetz (ASVG)
- Bauern-Sozialversicherungsgesetz (BSVG)
- Gewerbliches Sozialversicherungsgesetz (GSVG)
- Freiberuflichen Sozialversicherungsgesetz (FSVG)
- Beamten-Kranken- und Unfallversicherungsgesetz (B-KUVG)
- Allgemeines Pensionsgesetz (APG)
- Verordnungen
- Satzungen der einzelnen Sozialversicherungsträger

## Zweige der Sozialversicherung

### Unfallversicherung
Die Unfallversicherung deckt die Versicherungsfälle des Arbeitsunfalls sowie der Berufskrankheit ab und hat die Folgen mit allen zur Verfügung stehenden Mitteln so gut wie möglich zu beseitigen.
Arbeitsunfälle sind plötzlich von außen her schädigend auf den Körper einwirkende Ereignisse, die mit der unfallversicherten Tätigkeit im örtlichen, zeitlichen und ursächlichen Zusammenhang stehen.
Berufskrankheiten sind Schädigungen der Gesundheit durch die versicherte Tätigkeit. Sie sind in einer Liste angeführt (Anlage 1 zum ASVG).
Die österreichische Unfallversicherung erbringt neben Sachleistungen auch Geldleistungen, hauptsächlich in Form von Unfallrenten.
Leistungen werden nur erbracht, wenn sich der Unfall während einer versicherten Tätigkeit ereignet hat, umfasst ist auch der Weg zur Arbeit und der Heimweg (Wegunfall).
Freizeitunfälle sind dadurch nicht versichert. 

### Krankenversicherung
Die Krankenversicherung in Österreich deckt die Versicherungsfälle der Krankheit, Arbeitsunfähigkeit infolge von Krankheit sowie der Mutterschaft ab. Sie erbringt sowohl Sachleistungen (Krankenbehandlung, Anstaltspflege, …) als auch Geldleistungen (Krankengeld, Wochengeld, …) und wird in zwei Untergruppen unterteilt.
Pflichtversicherung
In Österreich ist die Krankenversicherung eine Pflichtversicherung, das bedeutet, dass jeder Beschäftigte, dessen Bruttogehalt über der Geringfügigkeitsgrenze liegt, auch krankenversichert ist. Gesetzlich geregelt ist diese Art im ASVG (Allgemeines Sozialversicherungsgesetz).
Die Krankenversicherung selbst kann man nicht auswählen, sondern ist vom jeweiligen Dienstgeber und dessen Standort abhängig. So gibt es für alle Arbeitnehmer die Österreichische Gesundheitskasse, welche für die unselbständig tätigen Menschen zuständig ist.
Daneben existieren eigene Unfallversicherungen, Kranken- und Pensionskassen für Beamte, Bundes-, Landes- und Gemeindebedienstete, Eisenbahner und Bergbauenden (Versicherungsanstalt öffentlich Bediensteter, Eisenbahnen und Bergbau – BVAEB) sowie für die Unternehmer, Landwirte und sonstige Selbständige, die bei der Sozialversicherungsanstalt der Selbständigen (SVS) versichert sind. Letztere haben, anders als die ÖGK bei ambulanten Behandlungen einen Selbstbehalt. Dieser beträgt bei der SVS 20 % und kann durch Erreichen bzw. Erhalten, von im Rahmen der jährlichen Vorsorgeuntersuchung festgelegten, Gesundheitszielen auf 10 % und in der Folge nochmals auf 5 % reduziert werden. Für Versicherte der BVAEB fällt bei ambulanten Behandlungen ein Selbstbehalt von 10 % an. BVAEB und SVS bieten mehr Leistungen als die ÖGK, auch die aufgesuchten Ärzte erhalten mehr Geld.
Die Versicherungsbeiträge werden bei unselbständig Erwerbstätigen vom Dienstgeber im Rahmen der Lohnverrechnung direkt vom Bruttogehalt bzw. -lohn abgezogen und zusammen mit dem Anteil, den der Dienstgeber zusätzlich zum Bruttogehalt an den Staat zu entrichten hat (sog. Dienstgeberabgaben), an die Krankenkasse abgeführt.
Beschäftigte, deren Bruttogehalt unter der jährlich angepassten Geringfügigkeitsgrenze liegt, und dementsprechend nicht in der Kranken-, Pensions- und Arbeitslosenversicherung pflichtversichert sind, können sich freiwillig selbst in der zuständigen Kranken- und Pensionsversicherung versichern (Selbstversicherung bei geringfügiger Beschäftigung). Die Höhe des monatlichen Beitrags für die freiwillige Selbstversicherung hängt anders als bei der Pflichtversicherung nicht vom Bruttogehalt ab, sondern unterliegt einer jährlichen Anpassung und ist für alle Selbstversicherten gleich hoch.
Privatversicherung
Zusätzlich zur Pflichtversicherung steht es jedem Österreicher frei, bei einem Versicherungsunternehmen seiner Wahl verschiedene private Zusatz-Krankenversicherungen abzuschließen. Neben der Sonderklasse-Versicherung, die im Falle eines Krankenhausaufenthaltes freie Spitals- und Arztwahl sowie mehr Komfort garantiert, wie beispielsweise ein Zweibett-Zimmer mit Dusche, WC, TV und Telefon, bieten viele Versicherer inzwischen auch Policen an, die Zusatzkosten bei Zahnarztbesuchen oder Kosten für Kuren und alternative Heilmethoden übernehmen.

### Pensionsversicherung
Die Pensionsversicherung deckt die Versicherungsfälle des Alters, des Todes sowie der geminderten Arbeitsfähigkeit bzw. Erwerbsunfähigkeit ab; außerdem werden Rehabilitationsleistungen erbracht. Sie erbringt mehrheitlich Geldleistungen, hauptsächlich in Form von Pensionen. (Der Begriff „Rente“ wird in Österreich nicht für Altersrenten, sondern nur für Leistungen aus der Unfallversicherung verwendet.)
Seit 2020 gibt es nur mehr drei Pensionsversicherungsträger:
- Pensionsversicherungsanstalt (PVA)
- Sozialversicherungsanstalt der Selbstständigen (SVS)
- Versicherungsanstalt öffentlich Bediensteter, Eisenbahnen und Bergbau (BVAEB)

Für Beamte existiert kein Pensionsversicherungsträger, weil der Ruhegenuss (= Beamtenpension) von den Dienstbehörden geleistet wird. Das schließt allerdings nicht aus, dass auch Beamte im Zuge der Harmonisierung eigene Pensionsbeiträge leisten.
Wohlfahrtsfonds

Eine Sonderstellung nehmen Wohlfahrtsfonds (z. B. für Ärzte, Steuerberater etc.) ein. Diese sind von den jeweiligen Standesverbänden verpflichtend vorgeschriebene Pensions-Zusatzversicherungen für diese Berufsgruppen, die Versicherungsträger sind dabei jedoch Privatunternehmen.

### Arbeitslosenversicherung
Der Versicherungsfall der Arbeitslosigkeit wird durch die Arbeitslosenversicherung abgedeckt, die zwar grundsätzlich zum österreichischen Sozialversicherungssystem zu zählen ist, allerdings nicht im Prinzip der Selbstverwaltung exekutiert wird, sondern vom Bund über das Arbeitsmarktservice abgewickelt wird.

## Budget
Den Einnahmen von rund 41 Mrd. EUR (2006) standen 44,1 Mrd. EUR Ausgaben wie folgt gegenüber:
- Krankenversicherung 12,4 Mrd. EUR
- Unfallversicherung 1,3 Mrd. EUR
- Pensionsversicherung 27,4 Mrd. EUR

Genaue Zahlen und detaillierte Statistiken sind auf der Homepage des Hauptverbandes ersichtlich.

## Geschichte
Die Sozialversicherung ist in der heutigen Zeit eine wichtige Säule des Sozialstaats. Ihre Wurzeln reichen bis ins Mittelalter zurück, wobei zunächst den Selbsthilfeorganisationen, später vor allem den "Bruderladen" der Bergleute große Bedeutung zukam. Aufgabe der Bruderladen war, für Krankenbehandlung und Sterbegeld zu sorgen und Vorsorge für die Invalidität zu tragen. Bei der mit großen Gefahren verbundenen bergmännischen Tätigkeit erwies sich die solidarische Gemeinschaftshilfe als unentbehrlich.
- Vorläufer seit der Antike: Stiftungen ad pias causas, Hospitäler, Anstalten für Waisen und Findelkinder

Die Rechtsfähigkeit mildtätiger Stiftungen war im Recht der katholischen Kirche, aber auch schon im römischen Recht seit Justinian anerkannt. In der Habsburgermonarchie gilt Ferdinand I. als der erste Landesfürst, der sich 1546 einer Verbesserung des Stiftungswesens widmete. Zahlreiche Einrichtungen für soziale Zwecke bestanden seit langer Zeit, so sind das Hl.-Geist-Spital und das Wiener Bürgerspital in das 13. Jahrhundert zurückführbar. Unter der Herrschaft von Maria Theresia und Josef II. wurden die Stiftungen stärker in die staatliche Aufsicht einbezogen, Hintergrund war der Zweck der „utilis publica“, des allgemeinen Besten. Als eine der ersten Stiftungen zur Unterstützung im Alter und bei Arbeitslosigkeit gilt eine 1714 gegründete Stiftung zur Unterstützung von Ledergesellen.
- 1859: Erlassung einer neuen Gewerbeordnung

Die Gewerbeordnung regelte erstmals Fragen der Unfall- und Krankenversicherung der Arbeiter.
- 1868: Gründung der Allgemeine Arbeiter-Kranken- und Invalidenkasse

Diese Kasse war die Vorgängerin der Wiener Gebietskrankenkasse (WGKK).
- 1887: Unfallversicherung

Durch die Industrialisierung kam es vermehrt zu Arbeitsunfällen und Berufskrankheiten. Um die Gefahr von individuellen Schadenersatzansprüchen gegenüber den Dienstgebern abzuwenden, die unter Umständen den Ruin einer Firma bedeuten könnten, wurden die Dienstgeber gesetzlich zu einer Risikogemeinschaft zusammengeschlossen, die von allen Dienstgebern gemeinsam finanziert wird und für allfällige Schadenersätze aufzukommen hat.
- 1889: Krankenversicherung

Zu einer gesetzlichen Regelung der Sozialversicherung im heutigen Sinn kam es erstmals im Jahre 1889. Von der gesetzlichen Krankenversicherung wurden sämtliche gewerbliche und industrielle Arbeiter und Angestellte, mit Ausnahme der Landarbeiter, erfasst. Die Selbstverwaltung wurde eingeführt.
- 1906: Pensionsversicherung

Für die "Privatbeamten", also die Angestellten, wurde 1906 die gesetzliche Pensionsversicherung eingeführt.
- Anschluss Österreichs an das Deutsche Reich

Die Selbstverwaltung wurde abgeschafft, die Organisation nach NS-Muster in die staatliche Verwaltung übernommen und die Reichsversicherungsordnung (RVO) angewandt. Da das deutsche Recht zur Geltung kam erhielten nun auch erstmals die Arbeiter eine Pensionsversicherung.
- Sozialversicherungs-Überleitungsgesetz

Nach der Befreiung vom Faschismus und der Wiedererrichtung der Republik Österreich wurde mit dem Sozialversicherungs-Überleitungsgesetz vom 12. Juni 1947 die Sozialversicherung auf eine neue organisatorische Grundlage gestellt. Wichtigste Maßnahme war die Wiedereinführung der Selbstverwaltung sowie die Errichtung des Hauptverbandes der österreichischen Sozialversicherungsträger als Dachorganisation.
- 1956: ASVG

Das ab 1. Jänner 1956 geltende Allgemeines Sozialversicherungsgesetz (ASVG) löste die bis dahin geltenden Gesetze auf dem Gebiet der Sozialversicherung ab. Es fasste die Kranken-, Unfall und Pensionsversicherung für die Arbeiter und Angestellte in Industrie, Bergbau, Gewerbe, Handel, Verkehr und Land- und Forstwirtschaft zusammen und regelte außerdem die Krankenversicherung der Pensionisten.
Für einige Sonderversicherungen blieben Sozialversicherungsgesetze außerhalb des ASVG bestehen.
Das ASVG gliedert sich in zehn Teile. In der Zwischenzeit wurden in Anpassung an die fortschreitende gesellschafts- und sozialpolitische Entwicklung zahlreiche Änderungen und Gesetzesnovellen vorgenommen.
- 1958: Gewerbliches Selbständigen-Pensionsversicherungsgesetz (GSPVG)

Mit Wirkung ab 1. Jänner 1958 wurden erstmals auch die selbständigen Gewerbetreibenden ins System der Pensions-Pflichtversicherung einbezogen (BGBl 292/1957), nachdem es bereits zuvor Pensionsversicherungen der Kammern gegeben hatte. Seit 1979 Gewerbliches Sozialversicherungsgesetz (GSVG).
- 2001: Auflösung der Betriebskrankenkasse der Österreichischen Staatsdruckerei

aufgelöst ab 2001 durch Bescheid des Sozialministeriums vom 2. Oktober 2000.
Die Versicherten wurden in die Wiener Gebietskrankenkasse einbezogen.
- 2003: Auflösung der Betriebskrankenkasse der Firma Pengg in Thörl bei Aflenz

aufgelöst ab 2003, gem. § 600 Abs. 6 ASVG in der Fassung BGBl. I Nr. 140/2002
Die Versicherten wurden in die Versicherungsanstalt des österreichischen Bergbaues einbezogen.
- 2003: Fusion zur Pensionsversicherungsanstalt

Mit 1. Jänner 2003 erfolgte die Fusion der Pensionsversicherungsanstalt der Arbeiter und der Pensionsversicherungsanstalt der Angestellten (§ 538a ASVG).
- 2005: Allgemeines Pensionsgesetz (APG)

Einheitliches Pensionsgesetz für alle in Österreich pensionsversicherte Erwerbstätige.
- 2005: Fusion zur Versicherungsanstalt für  Eisenbahnen und Bergbau

Mit 1. Jänner 2005 erfolgte die Fusion der Versicherungsanstalt der österreichischen Eisenbahnen und der Versicherungsanstalt des österreichischen Bergbaus (§ 538h ASVG).
- 2006: Fusion zur Betriebskrankenkasse voestalpine Bahnsysteme

Mit 1. Jänner 2006 erfolgte die Fusion der BKK Alpine Donawitz sowie der BKK Kindberg (§ 538o ASVG in der Fassung BGBl. I Nr. 71/2005).
- 2006: Auflösung der Betriebskrankenkasse Semperit

per 1. Oktober 2006 durch die Verordnung BGBl. II Nr. 348/2006.
- 2016: Auflösung der Betriebskrankenkasse Austria Tabak

per 31. Dezember 2016 durch die Verordnung BGBl. II Nr. 303/2016.
- 2018: Sozialversicherungs-Organisationsgesetz (SV-OG)

Am 13. Dezember 2018 beschloss der Österreichische Nationalrat mit dem Sozialversicherungs-Organisationsgesetz (SV-OG) die Zusammenführung der bestehenden 21 auf fünf Sozialversicherungsträger. Die neun Gebietskrankenkassen wurden zur Österreichischen Gesundheitskasse (ÖGK) fusioniert, die Versicherungsanstalt öffentlich Bediensteter (BVA) und die Versicherungsanstalt für Eisenbahnen und Bergbau (VAEB) zur Versicherungsanstalt öffentlich Bediensteter, Eisenbahnen und Bergbau (BVAEB), die Sozialversicherungsanstalt der Bauern (SVB) und die Sozialversicherungsanstalt der gewerblichen Wirtschaft (SVA) zur Sozialversicherungsanstalt der Selbständigen (SVS). Die Pensionsversicherungsanstalt (PVA) und die allgemeine Unfallversicherungsanstalt (AUVA) blieben bestehen. Die neue Organisationsstruktur ist seit 1. Jänner 2020 gültig.

## Tochterfirmen
Der Hauptverband der österreichischen Sozialversicherungsträger hat die Sozialversicherungs-Chipkarten Betriebs- und Errichtungsgesellschaft m.b.H. gegründet.
Alle Krankenversicherungsträger haben die IT-Services der Sozialversicherung GmbH gegründet.
Die Sozialversicherungsanstalt der Bauern hat gemeinsam mit der Sozialversicherungsanstalt der gewerblichen Wirtschaft die SVD-Büromanagement GmbH für die gemeinsame Durchführung von Backoffice-Angelegenheiten gegründet, an die sich später auch die Versicherungsanstalt öffentlich Bediensteter sowie die Versicherungsanstalt für Eisenbahnen und Bergbau angeschlossen haben.